# San Adrián del Valle
San Adrián del Valle est une commune d'Espagne dans la province de León, communauté autonome de Castille-et-León. Elle s'étend sur 15,84 km2 et comptait environ 112 habitants en 2015.